# Haplocanthosaurus
Haplocanthosaurus là một chi khủng long, được Hatcher mô tả khoa học năm 1903.